# Getagölen
Getagölen är en sjö i Värnamo kommun i Småland och ingår i Helge ås huvudavrinningsområde.